# Meurtres à l'île d'Yeu
Pour plus de détails, voir Fiche technique et Distribution.
Meurtres à l'île d'Yeu est un téléfilm français réalisé par François Guérin et diffusé en 2015 sur France 3.
Il fait partie de la collection Meurtres à...

## Synopsis
En se rendant en bateau sur l'île d'Yeu, en Vendée, Isabelle Bonnefoy, navigatrice, et son fils Noé, découvrent, après avoir intercepté un signal d'urgence, un cadavre décapité...

## Fiche technique
- Titre original : Meurtres à l'île d'Yeu
- Réalisation : François Guérin
- Scénario : Philippe Donzelot
- Photographie : Cyril Renaud
- Montage : Emmanuel Douce
- Musique : Renaud Garcia-Fons
- Production : Florence Dormoy
- Sociétés de production : Scarlett Production, Stromboli Pictures, RTBF, avec la participation de France Télévisions, TV5 Monde, RTS Radio Télévision Suisse et du CNC
- Pays d'origine :  France
- Langue originale : Français
- Genre : Policier
- Durée : 90 minutes
- Date de diffusion : 7 mars 2015 sur France 3

## Distribution
- Anne Richard : Isabelle Bonnefoy
- Bernard Yerlès : Nicolas Lemeur, Commandant de Gendarmerie
- Sébastien Capgras : Noé Bonnefoy, fils d'Isabelle
- Fabienne Périneau : Sabine, sœur d'Isabelle
- Bernadette Le Saché : Antoinette, mère d'Isabelle
- Garance Mazureck : Anaïs Kerbrat, petite-amie de Noé
- Ninon Brétécher : Josiane Kerbrat, mère d'Anaïs
- Patrick Rocca : Lionel Catignon
- Martin Pautard : Adjudant Henri Garret
- Nabiha Akkari : Brigadier Samia Cheref
- Stéphane Rodin : Lieutenant Monceau
- Laurent Fernandez : Lefloch
- Alexis Rangheard : Loïc Guillou
- Dominique Isnard : Capucine Guillou
- Laurence Roy : Nicole Beaulieu
- Denis Braccini : Thierry Mallard
- Anne-Lise Kedves : Ghislaine Talamon

## Lieux de tournage
Le tournage s'est effectué à l'île d'Yeu — notamment auprès des équipages de la société nationale de sauvetage en mer (SNSM) — et dans ses environs.
Un trimaran de régate hauturier, skippé par Stève Ravussin a servi lors de plusieurs scènes.

## Collection
- Meurtres à l'île d'Yeu fait partie de la collection Meurtres à....

## Autour du tournage
Le téléfilm fait référence à la légende de la Gargourite ou la sorcière d'Oya. Elle est issue d'un fait réel, lors du naufrage du navire espagnol, la Marie Isabella, en juin 1692. Les naufragés ont amené la peste sur l'île au village des Chauvitelières.
Interview de Anne Richard concernant le tournage.TVMag, le Figaro, 2015.

## Audience
- France : 3,906 millions de téléspectateurs (première diffusion) (16,9 % de part d'audience), deuxième derrière The Voice (TF1)[3]